# どうして (スターダストレビューの曲)
『どうして』は、スターダストレビュー35枚目のシングル。1999年8月21日に発売された。

## 収録曲
1. どうして
作詞：根本要/山田ひろし
作曲：根本要
編曲：矢代恒彦　
毎日放送『乾杯!トークそんぐ』エンディング・テーマ
新富良野プリンスホテル秋のキャンペーン・ソング
2. どうして（オリジナル・カラオケ）
3. Joy To The Future （LIVE at 神奈川県民ホール 99.4.28）
作詞・作曲：根本要
4. 木蘭の涙（LIVE at 松山市民会館 99.2.10）
作詞：山田ひろし
作曲：柿沼清史